# Sátiro de Heracleia Pôntica
Sátiro foi um tirano da Heracleia Pôntica.
Ele foi o sucessor de Clearco I, seu irmão. Clearco I foi assassinado quando assistia a um festival de Dionísio. Isto ocorreu durante o reinado de Artaxerxes na Pérsia.
Sátiro tornou-se guardião dos seus dois sobrinhos, Timóteo e Dionísio, filhos de Clearco I. Sátiro excedeu Clearco e os demais tiranos em sua crueldade, e além de punir os assassinos do seu irmão, também se vingou dos seus filhos.
Ele não era interessado em estudos, filosofia ou qualquer outra arte, sendo sua única paixão o assassinato, sem querer aprender nada que fosse humano ou civilizado, era malvado em todos aspectos, e nem o tempo tirou seu gosto pelo sangue dos seus compatriotas.
Ele tinha, porém, uma grande afeição por seu irmão, e procurou deixar a cidade segura para seus sobrinhos, ao ponto de, mesmo sendo casado, procurou de todas as formas não ter filhos, para que não houvesse rivais para os seus sobrinhos.
Ao envelhecer, Sátiro dividiu o poder com seu sobrinho mais velho, Timóteo, e logo em seguida padeceu de um câncer na região escrotal, de forma que uma abertura em seu corpo fazia sair um cheiro fétido. Ele implorou para morrer, dando a impressão de que estava pagando por ter abusado selvagem e ilegalmente dos cidadãos.
Sátiro viveu 65 anos, morrendo quando Arquídamo era rei de Esparta.